# Arsenocrandallite
L'arsenocrandallite è un minerale appartenente al gruppo della dussertite descritto nel 1981 in base ad un ritrovamento avvenuto fra i vecchi scarti di una miniera nel distretto minerario di Neubulach nel nord della Foresta Nera in Germania. Il minerale è l'analogo della crandallite contenente arsenico al posto del fosforo, da qui il nome.
L'arsenocrandallite si scioglie parzialmente in acido cloridrico e acido nitrico a freddo mentre si scioglie completamente ma lentamente in acido cloridrico a caldo.

## Morfologia
L'arsenocrandallite è stata scoperta sotto forma di croste reniformi e di aggregati sferulitici fino a 0,1 mm.

## Origine e giacitura
L'arsenocrandallite è stata trovata su quarzo e barite associata a brochantite, calcofillite, parnauite, arseniosiderite, mansfieldite e tennantite corrosa.